# Luckenwaldescher Kreis
Der Luckenwaldesche Kreis, auch Luckenwaldischer Kreis war eine Verwaltungseinheit des Erzstifts Magdeburg, ab 1648 Herzogtum Magdeburg, die als Exklave zwischen der Mark Brandenburg und dem Herzogtum Sachsen-Wittenberg lag. Er wurde 1773 im Tausch mit dem Ziesarschen Kreis zur Kurmark gelegt, der Ziesarsche Kreis wurde dagegen vom Zaucheschen Kreis der Kurmark abgetrennt und zum Herzogtum Magdeburg gelegt. Der Luckenwaldesche Kreis wurde 1816/1817 mit den bis 1815 sächsischen Ämtern Jüterbog und Dahme zum Jüterbog-Luckenwaldeschen Kreis, später Kreis Jüterbog-Luckenwalde genannt, zusammengelegt.

## Geschichte
Der Luckenwaldesche Kreis entstand zum Hauptteil aus den Besitzungen des Klosters Zinna. Als dieses Kloster 1553 aufgelöst wurde, fiel der Luckenwalder Besitz, insbesondere das neu gegründete Amt Zinna, welches später auch die Rechtssprechung über die Stadt Luckenwalde erhielt, an das Erzstift Magdeburg, dessen Fürstbischof aus dem Haus Hohenzollern stammte, zu dieser Zeit konkret Sigismund von Brandenburg. Der Luckenwaldesche Kreis bildete von da an eine Exklave Magdeburgs zwischen den Kurfürstentümern Brandenburg und Sachsen. 1680 kam der Kreis zusammen mit dem gesamten Herzogtum Magdeburg endgültig an Brandenburg.
Als König Friedrich II. im Jahre 1772 die Musterung seiner Truppen in Pietzpuhl vornahm, bemerkte er, dass der größte Teil des Zauchischen Kreises der Kurmark näher an Magdeburg lag als an Berlin, und umgekehrt, dass der zum Herzogtum Magdeburg gehörende, aber schon seit 1730 unter der Verwaltung der Kriegs- und Domänenkammer stehende Luckenwaldesche Kreis als Exklave von der Mittelmark halb umgeben war. Er beschloss daher, die westlichen Teile des Zauchischen Kreis zum Herzogtum Magdeburg zu legen, den Luckenwaldeschen Kreis dagegen zur Kurmark.
Der Unmittelbare Königliche Befehl an das Justiz- und geistliche Department lautete:

„Demnach Se Königl. Majestät in Preussen, unser allergnedigster Herr, allerhöchst selbst bemerket haben, daß verschiedene Districte, Ortschaften und Gegenden der Churmark, besonders des dazu gehörenden Zauchischen Kreises, nahe bey der Stadt Magdeburg und in dem dortigen Herzogthum belegen; von hier aus aber zu weit entfernt sind, als daß darauf die gehörige Aufsicht gehalten werden könne, woraus denn nichts als Inconveniezien, Verzögerungen und Nachtheil im Dienst bisher entstanden. So haben höchstgedachte Se. Königl. Majestät bey diesen Umständen, und da der Luckenwaldische Kreis ebenso weit von Magdeburg ab, und der Churmark näher belegen ist, in Gnaden resolviret, daß um allen Irrungen fürs künfige abzuhelfen, und damit alles mit mehr Aufsicht und promtitude tractiret werden möge, vorgedachter Luckenwaldischer Kreis von Trinitatis künftigen Jahres an zur Churmark, und dagegen der Theil des Zauchischen Kreises, welcher jenseits der sogenannten Bache bey dem sächsischen Dorf Briesen inclusive Gröningen und Wollin bis an die Buckau liegt, und worinn die in anliegender Specification sub A benannte Oerter befindlich sind, zum Herzogthum Magdeburg verleget, und also diese Districte in Landes- und Hoheitssachen von den resp. Landes-Collegiis der Provinzien, wozu selbige geleget worden, respiciret werden sollen. Und befehlen daher Allerhöchst dieselben Dero Justiz- und geistlichem Departement hiermit in Gnaden, hiernach an die Justiz-Collegia und Consistoria das nöthige zu veranlassen, jedoch aber denenselbigen dabey aufzugeben, in den Erkenntnissen sich nach den in jeder Provinz hergebrachten Rechten zu achten. Potsdam, den 8. Sept. 1772 Friederich.“

Der Gebietsaustausch trat zu Trinitatis (= 6. Juni) 1773 in Kraft.

## Umfang des Luckenwaldeschen Kreises 1801
- Ahrensdorf (Dorf), Ortsteil der Gemeinde Nuthe-Urstromtal
- Bardenitz (Dorf), Ortsteil der Stadt Treuenbrietzen
- Berkenbrück (Dorf), Ortsteil der Gemeinde Nuthe-Urstromtal
- Charlottenfelde (Koloniedorf), Gemeindeteil von Petkus, einem Ortsteil der Stadt Baruth/Mark
- Klausdorf (Dorf), Ortsteil der Stadt Treuenbrietzen
- Dobbrikow (Dorf), Ortsteil der Gemeinde Nuthe-Urstromtal
- Dümde (Dorf), Ortsteil der Gemeinde Nuthe-Urstromtal
- Felgentreu (Dorf), Ortsteil der Gemeinde Nuthe-Urstromtal
- Frankenfelde (Dorf), Ortsteil der Gemeinde Nuthe-Urstromtal
- Frankenförde (Dorf), Ortsteil der Gemeinde Nuthe-Urstromtal
- Geraer Kolonie (Kolonie), Stadt Luckenwalde, Geraer Straße
- Glau (Dorf und Gut), Ortsteil der Stadt Trebbin
- Gottow (Dorf, Eisenhüttenwerk und Vorwerk), Ortsteil der Gemeinde Nuthe-Urstromtal
- Gottsdorf (Dorf), Ortsteil der Gemeinde Nuthe-Urstromtal
- Grüna (Dorf), Ortsteil der Stadt Jüterbog
- Hennickendorf (Dorf), Ortsteil der Gemeinde Nuthe-Urstromtal
- Holbeck ( Dorf und Gut), Ortsteil der Gemeinde Nuthe-Urstromtal
- Jänickendorf (Dorf), Ortsteil der Gemeinde Nuthe-Urstromtal
- Kaltenhausen (Dorf), Wohnplatz der Stadt Jüterbog
- Kemnitz (Dorf), Ortsteil der Gemeinde Nuthe-Urstromtal
- Klostermühle, Wassermühle, existiert nicht mehr, in Kloster Zinna aufgegangen
- Kolzenburg (Dorf), Ortsteil der Stadt Luckenwalde
- Langenbergscher Theerofen, unweit Gottow, existiert nicht mehr, lag westlich von Gottow[3]
- Liebätz (Dorf), Ortsteil der Gemeinde Nuthe-Urstromtal
- Liepe (Dorf und Gut), Ortsteil der Stadt Dahme/Mark
- Ließen (Dorf), Ortsteil der Stadt Baruth/Mark
- Lindenberg (Linderberger Mühle), bei Kolzenburg, später dort eingemeindet
- Löwendorf (Dorf), Ortsteil der Stadt Trebbin
- Luckenwalder Forsthaus
- Luckenwalder Busch, Büdneretablissement
- Luckenwalder Mühle, Wassermühle
- Märtensmühle (Dorf), Ortsteil der Gemeinde Nuthe-Urstromtal
- Mehlsdorf (Dorf), existiert nicht mehr[4]
- Mietgendorf (Dorf und Gut)
- Moldenhauers Hütten, Häuser, zwischen Luckenwalde und dem Langenbergschen Theerofen, heute Wohnplatz Moldenhütten der Gemeinde Nuthe-Urstromtal
- Neue Mühle (Wasser-, Mahl- und Schneidemühle), existiert nicht mehr
- Nettgendorf (Dorf), Ortsteil der Gemeinde Nuthe-Urstromtal
- Neuhof (Dorf)
- Obermühle (Wassermühle), Wohnplatz in der Gemeinde Nuthe-Urstromtal
- Pechhütte bei Luckenwalde,?
- Pechüle (Dorf), Ortsteil der Stadt Treuenbrietzen
- Ruhlsdorf (Dorf), Ortsteil der Gemeinde Nuthe-Urstromtal
- Scharfenbrück (Erbpachtsvorwerk und Kolonie), Ortsteil der Gemeinde Nuthe-Urstromtal
- Schlenzer (Hohen Schlenzer, Dorf)
- Schmielickendorf (Vorwerk und Schäferei), existiert nicht mehr (ehemaliger Truppenübungsplatz)
- Schneidemühle bei Zinna, existiert nicht mehr, in Kloster Zinna aufgegangen
- Schönhagen (Dorf und Gut), Ortsteil der Stadt Trebbin
- Sernow (Dorf), Ortsteil der Gemeinde Niederer Fläming
- Stülpe (Dorf und Gut), Ortsteil der Gemeinde Nuthe-Urstromtal
- Untermühle, Wassermühle bei Gottsdorf (? Klinkenmühle, Wohnplatz in der Gemeinde Nuthe-Urstromtal)
- Wahlsdorf (Dorf), Ortsteil der Stadt Baruth/Mark
- Woltersdorf (Waltersdorf, Dorf), Ortsteil der Gemeinde Nuthe-Urstromtal
- Waltersdorfer Papiermühle, existiert nicht mehr, an der Stelle der Industriegebäude Woltersdorf, Bahnhofstraße 27
- Werder (Dorf), Ortsteil der Stadt Jüterbog
- Wölmsdorf (Dorf), Ortsteil der Gemeinde Niedergörsdorf
- Zinna oder Dorf Zinna, heute Ortsteil Neuheim der Stadt Jüterbog
- Kloster Zinna (Domänenamtssitzvorwerk), Ortsteil der Stadt Jüterbog
- Zülichendorf (Dorf), Ortsteil der Gemeinde Nuthe-Urstromtal

Nachdem auf dem Wiener Kongress 1815 große Teile von Sachsen zu Preußen gekommen waren, wurde 1816/7 der Landkreis Jüterbog-Luckenwalde gegründet. Der Luckenwaldesche Kreis ging in dem neuen Landkreis auf. Hinzu kamen die früheren sächsischen Ämter Jüterbog und Dahme, die Herrschaft Baruth sowie etliche Exklaven anderer ehemals sächsischer Ämter.

## Landräte
- ? Christian Wilhelm von Thümen,[5] Sohn des Joachim von Thümen-Blankensee (1625–1677), kurbrandenb. Amtshauptmann zu Luckenwalde
- 1701–1705 Adam Ernst I. von Rochow († 1705)[6] von den Ständen gewählter Commissarius (Landrat)[7]
- 1717–1723 Gustav Wilhelm von Hacke (Hake)[8]
- 1723–1759 Peter Christian von Wobeser (1757–1759 unterstützt)
- 1734 Johann Ludwig von Dorville, adjungierte Landrat
- bis 1759 Adam Ernst II. von Rochow-Stülpe († 22. Juni 1759)[9] von den Ständen gewählter Commissarius (Landrat)[10]
- 1760–1772 Freiherr Karl Moritz von Wangelin (danach 1773–1779 Landrat des Ziesarschen Kreises)[11]
- 1775–1796 Walter Christoph von Schierstädt (Landrat des Luckenwaldeschen und Zaucheschen Kreises)[12][13]
- 1797 Rochus von Rochow-Golzow (Landrat des Luckenwaldeschen und Zaucheschen Kreises)